# Lajos Czinege
Lajos Czinege (ur. 24 marca 1924 w Karcag, zm. 10 maja 1998 w Leányfalu) – węgierski wojskowy i polityk komunistyczny, minister obrony Węgierskiej Republiki Ludowej w latach 1960–1984, wicepremier w latach 1984–1987.

## Życiorys
Po ukończeniu szkoły podstawowej został kowalem, od 1944 związany z ruchem związkowym, w 1945 wstąpił do Komunistycznej Partii Węgier. Od 1946 służył w armii, był oficerem politycznym, ukończył trzyletnią wojskową Akademię Polityczną im. Stalina. Od 26 X 1956 był członkiem wojskowego komitetu mającego stłumić powstanie. Brał aktywny udział w tworzeniu Milicji Robotniczej. W latach 1957–1960 był I sekretarzem rejonowego komitetu WSPR w Szolnoku. 17 maja 1960 został mianowany ministrem obrony narodowej Węgier i równocześnie awansowany z podpułkownika rezerwy na generała. Odpowiadał za udział Węgier w Operacji „Dunaj”. Od 1957 był zastępcą członka, a w latach 1961–1970 członek Biura Politycznego WSPR. W latach 1984–1987 był wicepremierem.